# Cordia subcordata
Cordia subcordata е вид растение от семейство Грапаволистни (Boraginaceae). Видът е незастрашен от изчезване.

## Разпространение
Разпространен е в Австралия, Британска индоокеанска територия, Камбоджа, Китай, Индия, Индонезия, Кения, Малайзия, Мианмар, Папуа-Нова Гвинея, Филипини, Сингапур, Сомалия, Шри Ланка, Танзания, Тайланд, Тувалу, Вануату и Виетнам.